# Aurora Mardiganian
Aurora Arshaluys Mardiganian (in armeno Աուրորա Արշալոյս Մարտիկանեան?; Çemişgezek, 12 gennaio 1901 – Los Angeles, 6 febbraio 1994) è stata un'attrice e scrittrice armena naturalizzata statunitense, superstite del genocidio armeno, autrice del libro Ravished Armenia (Auction of Souls) e attrice nel cast del film ispirato a quest'ultimo.

## Biografia
Aurora Mardiganian era figlia di una famiglia armena benestante di Çemişgezek, 32 km a nord di Harput, nella Turchia ottomana. A quattordici anni fu testimone dell'uccisione di tutta la sua famiglia. Fu risparmiata perché venne considerata buona 'merce' a causa del suo bell'aspetto, ma fu fatta prigioniera e costretta a marciare per oltre 2 300 km; rapita e venduta al mercato di schiavi dell'Anatolia, riuscì a fuggire a Tiflis (l'attuale Tbilisi in Georgia), poi a San Pietroburgo, da dove viaggiò verso Oslo e, infine, a New York.

## Ravished Armenia (Auction of Souls)

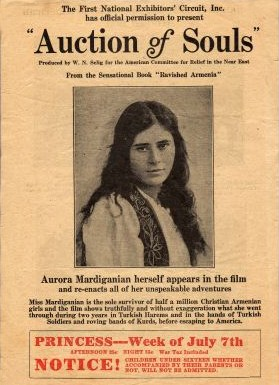
Poster/volantino del film del 1919 asta)

A New York fu avvicinata da Harvey Gates, un giovane scrittore che l'aiutò a scrivere e pubblicare il racconto delle sue memorie, appunto Ravished Armenia (titolo completo: Ravished Armenia; the Story of Aurora Mardiganian, the Christian Girl, Who Survived the Great Massacres (1918). Per le efferate violenze narrate, frutto non di fantasia ma autentiche, nel film omonimo (del quale sopravvive solo una parte) alcune scene furono tagliate, o descritte in modo alterato.